# Havok
Havok, também conhecido como Havok Physics, é um motor de física desenvolvido pela companhia Havok. Ele é desenhado para jogos eletrônicos, permitindo interação entre objetos em tempo real e dando qualidades físicas aos objetos. O Havok foi comprado pela Intel em 2007. Em 2008, Havok foi premiado no 59º Annual Technology & Engineering Emmy Awards por avançar o desenvolvimento de motores de física em entretenimento eletrônico. Em 2015 o Havok foi comprado pela Microsoft 

## Jogos que usam o Havok[4][5]
- Age of Empires III
- Assassin's Creed Origins
- Assassin's Creed Odyssey
- Banjo-Kazooie: Nuts & Bolts
- Call of Duty: Black Ops II
- Call of Duty: Ghosts
- Company of Heroes
- Crackdown
- Crackdown 3
- Dark Souls
- Dark Souls II
- Death Stranding
- Demon's Souls
- Destroy All Humans!
- Destroy All Humans! 2
- Detroit: Become Human
- Diablo III
- Fallout 3
- Forza Horizon 4
- Half-Life 2
- Halo Wars 2
- Halo 3
- Halo 5: Guardians
- Heavy Rain
- Horizon Zero Dawn
- Killzone 2
- Killzone 3
- Killzone: Shadow Fall
- Mafia III
- Max Payne 2: The Fall of Max Payne
- MotorStorm
- Ratchet & Clank
- Red Faction: Guerrilla
- Resident Evil 5
- Resident Evil 7: Biohazard
- Saints Row
- Saints Row 2
- Second Life
- Sonic Generations
- Sonic the Hedgehog
- Sonic Unleashed
- Soul Calibur IV
- Spider-Man
- StarCraft II
- Star Wars: The Force Unleashed
- Sunset Overdrive
- Super Smash Bros. Brawl
- Tekken Tag Tournament 2
- Test Drive Unlimited
- The Elder Scrolls IV: Oblivion
- The Last of Us
- The Last of Us Part II
- The Legend of Zelda: Breath of the Wild
- Tom Clancy's Ghost Recon wildlands
- Uncharted 2: Among Thieves
- Uncharted 3: Drake's Deception
- Uncharted 4: A Thief's End
- Uncharted: The Lost Legacy

## Engines de jogos que suportam a Havok
Unreal Engine, Unity